# Nuestro Amor
Nuestro Amor este cel de-al doilea album studio al trupei RBD, produs de Armando Ávila, Carlos Lara și Max di Carlo și lansat în 2005. 

## Cântece
1. „Nuestro amor”
2. „Me voy”
3. „Feliz cumpleaños”
4. „Este corazón”
5. „Así soy yo”
6. „Aún hay algo”
7. „A tu lado”
8. „Fuera”
9. „Que fue del amor”
10. „Que hay detrás”
11. „Tras de mí”
12. „Sólo para ti”
13. „Una canción”
14. „Liso, sensual”

+Bonus Nuestro amor video